# Alcea glabrata
Alcea glabrata är en malvaväxtart som beskrevs av Friedrich Christoph Wilhelm Alefeld. Alcea glabrata ingår i släktet stockrosor, och familjen malvaväxter. Utöver nominatformen finns också underarten A. g. microcarpa.